# Robert N. Anthony
Robert Newton Anthony (Orange, 6 settembre 1916 – Hanover, 1º dicembre 2006) è stato un economista statunitense, teorico dell'organizzazione dei sistemi e professore di controllo di gestione aziendale alla Harvard Business School, noto per i suoi lavori nel campo dei sistemi di controllo di gestione.

## Biografia
Robert Newton Anthony nacque a Orange, una piccola città nel Massachusetts, da Grace e Charles Newton Anthony il 6 settembre 1916. Robert frequentò il liceo ad Haverhill, dove ebbe modo di suonare il sassofono nella banda della scuola; si diplomò nel 1933 all'età di 16 anni. Cinque anni dopo Robert Anthony si laureò al Colby College a Waterville, nello stato del Maine e nel 1942 conseguì il master in amministrazione aziendale ad Harvard a Cambridge, nel Massachusetts. 
Nel 1942 divenne assistente di ricerca di Ross G. Walker (1891-1970), professore di economia aziendale ad Harvard dal 1936. Dopo il suo servizio nella Marina degli Stati Uniti dal 1943 al 1946, tornò ad Harvard; nel 1952 ottenne il dottorato in scienze commerciali e nel 1956 fu nominato professore ordinario.
Anthony sarà membro della facoltà della Harvard Business School dal 1940 al 1982, del comitato di redazione dell'Harvard Business Review dal 1947 al 1960, membro del comitato di redazione del Journal of Machine Accounting dal 1958 al 1960 e del Management International (1961-68).
Nel 1965 ricoprì l'incarico di sottosegretario alla Difesa alle dipendenze di Robert McNamara segretario alla Difesa degli Stati Uniti dal 1961 al 1968. 
Si sposò due volte. Dalla prima moglie, Gretchen Lynch, ebbe due figli: Robert Jr e Victoria. In seguito divorziò e si risposò nel 
1973 con Katherine Yeager. 
Nel 1973 e nel 1974 è stato presidente dell'American Accounting Association, l'organizzazione statunitense di cui fanno parte importanti studiosi di discipline economiche e ragioneria.
Dal 1965 al 1988 pubblicò oltre 100 articoli e numerosi testi, tradotti poi in diverse lingue, tra i quali l'importante Sistemi di pianificazione e controllo: schema di analisi del 1965 ed altri su tematiche affini quali: Il bilancio: analisi economiche per le decisioni e la comunicazione della performance e Controllo di gestione per gli enti pubblici e le organizzazioni non profit.
Alla fine degli anni '80, il professor Anthony si trasferì a Waterville Valley, nello stato del New Hampshire, dove per 10 anni fu sindaco eletto della città..
Il 1º dicembre del 2006, all'età di 90 anni, Robert Anthony morì ad Hanover, nel New Hampshire.

## Lavori principali

### Sistemi di pianificazione e controllo
Robert Anthony ha divulgato aspetti legati al mondo della contabilità, relativi alla pianificazione e al controllo delle organizzazioni (aziende ma anche associazioni non profit) rendendoli fruibili soprattutto ai manager aziendali. Per la profonda conoscenza del settore e per la chiarezza espositiva, i numerosi articoli e i libri pubblicati sono stati molto apprezzati sia dagli studenti sia dagli uomini d'affari e dagli amministratori".
Robert Anthony ha spaziato sugli aspetti più importanti del controllo di gestione e ha esaminato approfonditamente tematiche relative alla produzione intellettuale. Il suo libro del 1965, tradotto in Italia come: "Sistemi di pianificazione e controllo: schema di analisi", è divenuto il punto di riferimento del settore".

### Controllore presso il Dipartimento della Difesa degli Stati Uniti
Nel 1965 Anthony ha lavorato come controllore presso il Dipartimento della Difesa degli Stati Uniti sotto Robert S. McNamara, dove ha supervisionato la qualità della contabilità e dei rapporti finanziari dell'organizzazione governativa. Ad Anthony fu attribuito il merito di aver allineato il servizio di contabilità tra i cinque servizi militari. 
Secondo Charles Christenson, un ex dirigente dell'ufficio di gestione finanziaria dell'Air Force, Anthony avrebbe cambiato il modo in cui stava operando il Dipartimento della Difesa; all'epoca vi era un notevole sforamento dei costi nel programma missilistico LGM-30 Minuteman. Il segretario McNamara voleva procedure per evitare che ciò accadesse di nuovo. Robert Anthony si è assicurato che tutti i rami fossero sulla stessa lunghezza d'onda.